# ペイントツールSAI
ペイントツールSAI（ペイントツールサイ、Easy Paint Tool SAI）は、株式会社SYSTEMAXが開発・販売しているペイントソフト。通称は「SAI」。
2000年代後半から2010年代前半にかけて、プロからアマチュアまで広く使われるお絵描き用ソフトとしてAdobe Photoshopと並ぶ圧倒的な人気を誇った。

## 概要
1990年代後半にSharp X68000向けにリリースされた個人開発のお絵描きソフトを源流に持つが、Windowsにおいてユーザーが爆発的に増えるのは2004年以降である。特に、2007年に開設されたばかりのイラストSNSである「pixiv」の人気絵師が使っていることで脚光を浴び、pixiv使用ツールランキングで開設直後から1位を独走。時期によってはPhotoshopに抜かれて2位になることはあるも、2015年頃までPhotoshopとほぼ同じ人気を持ち、SAIとpixivを絡めたイラスト技法書が大量に出版された。
漫画制作ソフトとしても使われた。2000年代後半から2010年代前半にかけて業界標準だった漫画制作ソフトのComicStudioは、ペイントツールSAIのリリース当時はモノクロ専用で、カラーに対応後もカラー機能は弱かったことから、SAIはカラーの漫画制作ソフトとして2015年時点でPhotoshopに次ぐシェアがあった。
かつてpixivで人気を誇ったver1.0系列は、2014年リリースのVer.1.2が最終安定版となり、その後はver2.0系列が開発中（開発版が「進捗報告版」として随時公開されている）。
2000年代後半に開発中だった他のペイントソフトにも影響を与え、2009年にバージョン2.0がリリースされたばかりのKritaも次期バージョン3.0の開発に際してSAIを参考にした（そのため、2016年リリースのKrita 3.0ではペイントツールSAIからの移行ユーザーを考慮し、SAI互換のショートカットが標準で搭載された）。2009年に「IllustStudio」（イラスタ）をリリースしたセルシスも、pixivにおけるSAIのシェアを切り崩すべくイラスタの改良を重ね、最終的に2012年にリリースされたのが「CLIP STUDIO PAINT」（クリスタ）である。

### 特徴
お絵描きに特化したグラフィックソフトであり、手ぶれ補正機能やベクターストロークなど強力な描線機能を特長とし、高速なレスポンスを重視している。ペンタブレットに正式対応し、「キャンバスの回転」機能も備えているため、スキャナでスキャンした線画を塗ったりスキャンした画像を加工したりするのではなく、ペンタブレットなどで直接描くのに向いている。ただし、Photoshopなどの競合グラフィックソフトと比較すると、多機能ではなく、図形描画ツールやテキスト入力ツール、特殊効果フィルターのようなフォトレタッチ系の機能は少ない（これらはバージョン2で実装された）。
販売はライセンスキー方式のダウンロード販売となっている。ライセンスが無い状態では試用版扱いとなり、試用期間中は全ての機能が利用可能であるが、1か月の試用期間終了後はファイルの保存ができないなどの制限が課せられる。継続使用したい場合は、対応するメジャーバージョンのライセンスを購入することでライセンスキーが発行され、制限は解除される（ただし、ver1.0系列からver2.0系列へは例外的に無償バージョンアップできるとされている）。1ライセンスで複数PCへのインストールも許可されている。
いわゆるシェアウェアとしての販売方式をとっており、購入については、パッケージ販売など小売店向けの流通はなく、ライセンスキーの購入による、体験版のアップグレードのみである。

### 高度な描画機能
エアブラシ・水彩筆・マーカーなどのラスターブラシツールと、ベクターブラシツールが用意されている。後者はストローク・制御点・筆圧の効果を編集できる。ペンタブレットに正式対応しており、マウスの座標に依存しないタブレット描画が可能である。また、キャンバスを回転させる機能が搭載されている。
これらは、2000年代後半のお絵かきソフトとしては非常に高度な機能で、例えば「キャンバスの回転」機能は、2009年当時のpixiv使用ツールランキング1位のPhotoshop、3位のお絵描き掲示板、4位のPixiaには無かった。特に、当時のCGで主流であった、Photoshopを用いた塗り方、いわゆる「エロゲ塗り」においては、スキャンした線画をマウスとペンツールで彩色する、あるいはスキャンした下書きをマウスとペンツールでトレスして線画を作成する「パス塗り」が主要な手法の一つであり、ペンタブレットの存在を必ずしも前提としていなかったことから、当時Warezとして「実質無料」で出回っていた違法ダウンロード版Photoshopと同じ「実質無料」ソフトながら、ペンタブレットに標準対応したSAIは特徴的なソフトで、PhotoshopとSAIを併用するユーザーも多かった（なお、当時の液晶タブレットは最廉価モデルのCintiq 12WXでも店頭想定価格13万9800円とかなり高価で、CGのクリエーターが利用しているのは基本的に板タブか、マウスである。液タブが一般人でも購入可能な価格帯になるのは2010年代後半以降になる）。仮に購入するにしても、5,250円 (税込)と競合ソフトよりもはるかに安く、高度な描画機能を持ちながら、低スペック機でも軽かった。
SAIの「ペン入れレイヤー」は、Photoshopのペンツールと同じベクターベースの機能ながら、制御点の制御の簡単さがPhotoshopとは雲泥の差で、後にセルシスからリリースされる「CLIP STUDIO PAINT」（クリスタ）でも「ベクターレイヤー」として同種の機能が搭載された。

### pixivにおける人気の終焉
SAIは2008年12月より開発を中断。 2011年9月より開発が再開したものの、進捗は遅く、2014年3月にバージョン1.2の正式版が公開され、これをもってver1.0系列の開発がほぼ満了した。
SAIはWindows Vista（2007年1月リリース）およびWindows 7（2009年10月リリース）のWindows Aero インターフェースには正式対応しておらず、約20msの遅延が出るようになった。SAIの作者はAeroを切るように勧告していたものの、Windows 8（2012年10月リリース）ではAeroを切ることができなくなり、従ってWindows 8は「非推奨」となった。バージョン1.0系列に並行して、マルチコアCPUや64bit OSなどに正式対応したバージョン2.0系列の開発が開始されたものの、正式版はなかなか出なかった。
セルシスは、2001年より展開している漫画制作ソフト『ComicStudio』（コミスタ）をベースとして、2009年にイラスト制作ソフトのIllustStudio（イラスタ）をリリースした。イラスタの開発にあたっては、「pixivユーザーに一番使用されているツールを目指す」というのを目標にしていた。そのために、SAIのユーザーを奪う必要があり、『SAI』を使っているユーザーに『IllustStudio』を使ってもらえるにはどうすればいいかヒアリングを繰り返し行なっていた。
そして2012年5月、セルシスから「CLIP STUDIO PAINT PRO」（クリスタ）が発売された。SAIと比べて低スペック機では重かったものの、ハイスペック機のマルチコアCPUや64bit OS（4GB超のメモリが利用可能）などに正式対応、開発の速さ、ダウンロード版が5,000円 (税込)という価格の安さ（SAIより安く、『SAI』の販売価格5,250円を意識した点が「なきにしもあらず」とのこと）、ワコムの板タブのIntuosにバンドルされて実質無料で入手できる、コミスタとクリスタのユーザーに無償配布する、などの施策から、次第にユーザーを増やした。
違法ダウンロード（Warez）の多さに業を煮やしたAdobeは、2013年リリースのPhotoshop CC以降でオンラインアクティベーションを必須とし、Photoshopの違法ダウンロードユーザー（Warezer。当時のpixivでは「割れ厨」と呼ばれた）は壊滅した。
アートスパークホールディングス（当時のセルシスの親会社、現・セルシス）の調査では、2015年10月度のpixiv使用ツールランキングにおいて、2位のSAI（約3万4千件）、3位のPhotoshop（約3万1千件）をクリスタが上回り、1位（約3万6千件）となった。セルシスは、イラスタやコミスタでは全く太刀打ちできなかったSAIとPhotoshopのシェアをついに切り崩すことに成功し、pixivにおけるSAIとPhotoshopの2強時代は2015年に終わった。

## 歴史

### フルカラーペイントツール -彩-
SYSTEMAX Software Developmentの小松浩司により、Sharp X68000用のフルカラーグラフィックソフトウェアとして1996年10月より開発がスタートした。「彩（SAI）」とは「SYSTEMAX ADVANCED ILLUSTRATOR」の略である。開発版は順次インターネットに公開された。
『Oh!X』復刊号（1998年11月発売）でも開発版が紹介された。「彩」はメモリ2MBのX68000でフルカラー対応（1ピクセルあたり45ビットの色情報）を実現した高度な技術、表示の綺麗さとレスポンスを両立させる割り切った仕様、ペンタブレットの筆圧に対応し、いわゆる「Photoshop塗り」ができる綺麗なブラシなどで、評判が良かった。X68000におけるお絵かきソフトとして標準の地位にあった「Z's STAFF Pro-68K」や「Matier（マチエール）」などは、X68000の表示解像度（65,536色）に合わせて1ピクセルあたり15ビットの色情報で、フルカラーで描くことはできず、またブラシは、後世で言うところの「べた塗りブラシ」で、X68000の競合機であるMacやWindows PCにおけるPhotoshopの「エアブラシ」のような透明感のある塗りはできなかった。1998年の段階の「彩」は、「ペン」と「エアブラシ」以外はほとんど何も実装されていなかったが、以上の特徴により、X68000におけるお絵かきソフトして有力な選択肢となった。
X68000では「無いものは作る」の精神で、シャープ本体によるX68000事業が終息した1990年代中ごろ以降も、ユーザーによって多くのソフト・ハードがリリースされたが、1990年代末にもなると、競合機の性能向上により、X68030（1993年に発売されたX68000系の最終機種、MC68030 25MHz 搭載、メモリ最大12MB）でも実用性に難が出つつあり、X68000用の「フルカラーペイントツール-彩- for X68k」も、1999年4月リリースのVersion.0.9.09をもって開発終了した。その後は「フルカラーペイントツール彩 for Windows」としてWin32版に開発の主軸が移った。この時期は競合機の性能向上が著しく、2000年3月にCPUのクロックが1GHzを突破、2000年6月には1GBメモリが発売されるなど（ただし非常に高価で、普通のPCはメモリ256MBが標準）、X68000はもう比較にならず、当時のX86000のユーザーは、Windows PCかMacに移行するか、あるいはX68000の「後継機」を自力で開発するか、という選択を迫られていた。
Windows版の「フルカラーペイントツール彩 for Windows」2000年6月に公開された。Windows版では、解像度512x512、65,536色表示というX68000のハードウェアの制約から解放され、高解像度（PCのスペックにもよるが、基本的に1024x768のXGA解像度でも余裕である）、フルカラー表示で絵が描けるようになり、PCのスペックを生かした大きなブラシや大きなキャンバスなども使えるようになった。また、インターネットに対応した「お絵描きBBS」として、ブラウザ上でお絵描きしてアップロードまで行うNetscapeプラグインモジュール「彩Online」が2002年2月に公開され、「彩」本体とセットで試用版が公開されていた。この時期はPCにおけるお絵かきソフトとして、Photoshop（バージョンは3.0J）とPainter（バージョンは5）が標準になりつつあったが、10万円近い異常な高価格の割に使い勝手はそれほどでもなく、一方で都築和彦の製作した「きらきら筆」や、大学生が製作した「わんぱくペイント」など、個人が趣味で開発したフリーのお絵描きソフトがいくつかネットに公開されており、それを使うという人も少なくなく、「フルカラーペイントツール彩」にも一定のユーザーが付いた。
「フルカラーペイントツール彩 for Windows」では、X68k版の機能が再実装され、さらにユーザーの声を聞きながら日進月歩で機能が向上した。2002年の段階では、ホームページ上で「近日発売予定」として、シェアウェアとしてVectorシェアレジなどで5000円での販売を予定していたが、このままでは製品レベルに達することは無いと判断され、2002年5月リリースのVer.0.8.05をもって開発を凍結した。
なお「SYSTEMAX」とは元々はX68000系の製作集団で、来栖川電工有限会社の井倉将実（まさちく）らとともにX68000の「後継機」である「PowerX」なども計画していた（当時はシャープ本体によるX68000事業の終息に伴い、サードパーティやユーザー側でX68000の「後継機」を制作しようという動きが盛んだった）。ハードは井倉が担当、OSの開発などソフトウェア周りを担当していたのがSYSTEMAX Software Developmentの小松である。PowerXは、グラフィックス機能に特化したワークステーションで、当初の予定ではMPC750（PowerPC G3）を搭載、後に最新のCPUであるMPC7400 450MHz（PowerPC G4）にグレードアップし、「クリエイティブユーザーの為のシンプルかつ高性能なまったく新しいプラットフォーム」となるはずであったが、資金不足など諸般の事情により（「彩」の販売資金で「PowerX」を開発することも想定されていた）、日の目を見ないまま終息した。なお、まさちくが来栖川電工で製作していた、満開製作所（2001年廃業）によるX68000の「後継機」である「零式」計画を引き継いだ「新零式」も同様に、日の目を見ないまま終息している。「PowerX」は、いちおう「新零式」と並行して来栖川電工から発売される予定だったようだが、X68000の方向性を引き継いで68000系CPU（MC68060）やHuman68kの改良型OSなどを搭載する予定だった「新零式」とは異なる方向性の製品になるはずだった模様。

### バージョン1.0系列
2004年5月にWindows版の開発が再開され、2004年8月に「ペイントツールSAI」コアモジュールテスト第1版が公開された。
2006年8月に株式会社SYSTEMAXが設立され、2006年10月13日にアルファ版を公開、2007年12月21日にベータ版を公開、2008年2月25日に製品版を発売した。
一応、1か月の試用期間を過ぎた後は使用できなくなるとされていたものの、2008年2月にver1.0の正式版が発売されるまでは、1か月ごとに「試用期限リセット版」が公開され、随時最新バージョンのソフトに更新することで、永続的に試用できた。当時はまともなデジタルイラストを描くのにPhotoshop CS2（標準価格78,000円）など10万円近いソフトが一般的に必要とされていた中、「予価5250円（税込）」を掲げたまま永続的にアップデートを続ける実質無料のお絵かきソフトということで、アマチュアユーザーに支持された。当時、CG初心者がまず手を出せる無料のお絵かきソフトというと、ペンタブレットに添付されていた商用ソフトの試用版や（初心者には無用な機能が多いわりに、有用な機能はかなり制限されており、使いこなすのは難しかった）、ネットのアングラサイトでwarezとして出回っている商用ソフトの違法ダウンロードを除けば、PixiaやAzPainterくらいしかなく、お絵描き掲示板やWindows標準添付のMSペイントで専ら絵を描いている者も少なくなかったほどである。定価5250円は、買っても安く、2008年当時、この価格帯で買える競合のお絵描きソフトはopenCanvasくらいだった。
一方、「お絵描き」に特化したインターフェースと味のある描線で、プロにも愛用者が多かった。2007年10月に開設されたばかりのイラストSNSのpixivでは、使用ソフトとしてPhotoshopとともに圧倒的人気を誇り、2009年当時の使用ツールランキングでは、1位のPhotoshop（35.5%）に僅差（34.9%）で2位につけ、3位のお絵描き掲示板（4.9%）以下に大差をつけた。当時「神絵師」と呼ばれたpixivの上位ランカーはみなSAIを使っており、「pixivで活躍中の人気ランカー」を目指すためのハウツー本が大量に刊行された。
2008年12月25日にリリースされたver.1.1.0をもって開発を中断。SYSTEMAXは株式会社化されたとは言っても、ペイントツールSAIは実質的には小松（開発者）の個人製作のソフトであり、開発者がスランプに陥ったことから、しばらくバージョンアップがなく、Windows 7（2009年10月リリース）以降のWindowsには完全対応していなかった。開発者がモチベーションを取り戻したことにより、2011年9月に開発が再開し、数回のベータ版を経て2014年3月10日にバージョン1.2の正式版が公開された。
バージョン1.0系列にはその後も機能が追加される予定であったが、機能追加のコストが限界に達したため、バージョン1への機能追加予定をすべてキャンセルし、バージョン2へ実装する方針に変更された。そのため、バージョン1.0系列の開発は2014年3月リリースのVer.1.2.0（安定バージョン）をもって終了し、バージョン2に移行した。バージョン1.0系列から2.0系列へのバージョンアップは、当初は有償を予定していたが、この方針変更により無償となった。つまり、バージョン1を購入したユーザーは、追加料金なしでバージョン2も使用できる。
バージョン1.0系列は、開発終了後もバグ修正などの細かいメンテナンスは行われている。

### バージョン2.0系列
ペイントツールSAIと並行して、ソフトを一から作り直したバージョン2の開発が行われた。通称は「SAI2」。長らく一般公開されていなかったが、2013年12月に試用版が公開された。2015年7月にはテスト版（進捗報告版）が公開され、以後、随時開発・更新がおこなわれている。

#### バージョン2の変更点
- 64bit版を用意
- マルチコア対応による高速化（ユーザーインターフェイスとSAI2・JPEG形式以外のファイル入出力のみマルチコア非対応）
- Unicodeアプリ化
- キャンバスサイズの上限は32bit版で10000x10000、64bit版で100000x100000
- 保護機能の追加
- レイヤー数の上限を8190枚に変更
- TabletPC APIに対応

## その他
RGBおよびアルファチャンネルは、各16ビットで内部処理される。テキスト（文字）入力機能・グラデーションツール・図形描写ツール・レイヤーのロック機能は搭載されていない。CMYKは未対応である。
バージョン2から特定条件下で復元ポイントを生成する機能が実装され、誤操作による上書き保存やエラーによる保存に失敗した作業中のイラストをある程度さかのぼって復元することが可能になった。

## 対応ファイルフォーマット
- SAI独自バイナリ形式（.sai）（バージョン2は読み込みのみ）
- SAI2独自バイナリ形式（.sai2）（バージョン2のみ）
- Adobe Photoshop形式（.psd）
- Windows bitmap形式（.bmp）
- JPEG（.jpg）
- PNG（.png）
- TGA（.tga）

PSDはレイヤーを保持したままインポートおよびエクスポートが可能である。PNGおよびTGAは、アルファチャンネルを含めた32ビットフォーマットでインポート・エクスポートできる。PNGの場合、透過PNGとしての保存が可能である。

## 関連書籍
- 『SAIですぐできる! スーパーペイントテクニック (100%ムックシリーズ)』（晋遊舎、2008年5月30日発売） ISBN 978-4-88380-767-3
- 井上のきあ『SAI Illustration Technique (DVD-ROM付)』（ビー・エヌ・エヌ新社、2008年12月22日発売） ISBN 978-4-86100-624-1
- 鈴木誠、籾殻、できるシリーズ編集部『できるクリエイター ペイントツールSAI独習ナビ (できるクリエイターシリーズ)』（インプレス、2009年9月18日発売） ISBN 978-4-8443-2772-1
- おにねこ、茨乃、サイドランチ(七輝翼)『デジ絵を簡単マスター ペイントツールSAI スーパーテクニック』（ソーテック社、2009年2月21日発売） ISBN 978-4-88166-660-9
- 『SAIですぐできる! スーパーペイントテクニック2 (100%ムックシリーズ)』（晋遊舎、2009年3月23日発売） ISBN 978-4-88380-928-8
- 蓮華『はじめよう! ペイントツールSAI』（インプレスジャパン、2009年5月22日発売） ISBN 978-4-8443-2712-7
- 『pixivで活躍中の人気ランカーたちが徹底解説☆ ペイントツールSAIでデジ絵を描こう!!』（インフォレスト、2009年10月10日発売） ISBN 978-4-86190-504-9
- 『ペイントツールSAI 公式ガイド (100%ムックシリーズ)』（晋遊舎、2010年3月26日発売） ISBN 978-4-86391-074-4
- 蓮華『ペイントツールSAIかんたん逆引きリファレンス (CD-ROM付)』（翔泳社、2010年6月3日発売） ISBN 978-4-7981-2134-5
- 『SAI公式ガイド イラストテクニック2011 (100%ムックシリーズ)』（晋遊舎、2011年5月1日発売） ISBN 978-4-86391-250-2
- 株式会社サイドランチ/編集『SAIスーパーお絵描きテクニック』（アスキー・メディアワークス、2011年6月24日発売） ISBN 978-4-0486-8946-5
- 三日月沙羅『SAIドロー&ペイント マジカルテクニック』（秀和システム、2011年7月22日発売） ISBN 978-4-7980-3036-4
- 株式会社サイドランチ/編集『SAIで女の子を可愛く描こう!』（アスキー・メディアワークス、2011年9月21日発売） ISBN 978-4-0486-8947-2
- 絵心向上委員会/編集『ペイントツールSAI ブラシ設定&カスタマイズガイド』（アスキー・メディアワークス、2012年2月23日発売） ISBN 978-4-0488-6073-4
- 絵心向上委員会/編集『ペイントツールSAI スーパーリアル絵テクニック お絵描き掲示板対応』（アスキー・メディアワークス、2012年4月21日発売） ISBN 978-4-0488-6233-2
- 絵心向上委員会/編集『ペイントツールSAIスーパー彩色テクニック』（アスキー・メディアワークス、2012年6月22日発売） ISBN 978-4-0488-6435-0
- 『SAI公式イラストメイキング (100%ムックシリーズ)』（晋遊舎、2012年10月1日発売） ISBN 978-4-86391-592-3
- サイドランチ、ソーテック社『デジ絵を簡単マスター ペイントツールSAI イラストテクニック』（ソーテック社、2013年10月18日発売） ISBN 978-4-88166-886-3
- 『東方彩技帖 ペイントツールSAIで描く東方イラストテクニック』（玄光社、2013年12月18日発売） ISBN 978-4-7683-0486-0
- イマジネーション・クリエイティブ/編集、おーたけともこ/イラスト、桐都/イラスト『ビギナーでもここまでできる! ペイントツールSAIマスターブック (コスミック・アート・グラフィック)』（コスミック出版、2014年4月18日発売） ISBN 978-4-7747-9109-8